# Adiantum malesianum
Adiantum malesianum là một loài thực vật có mạch trong họ Adiantaceae. Loài này được J. Ghatak miêu tả khoa học đầu tiên năm 1963.